# Familia Slim
La familia Slim es una familia mexicana de origen libanés cuyos miembros residen en Europa, Líbano, Estados Unidos y México. La familia es actualmente una de las más ricas del mundo.

## Miembros notables
- Carlos Slim Helú (n. 1940), magnate de los negocios, considerado como la persona más rica del mundo durante varios años.
  - Carlos Slim Domit (n. 1967), magnate de los negocios.